# Ernst Hartwig
Pour les articles homonymes, voir Hartwig.
Carl Ernst Albrecht Hartwig (né le 14 janvier 1851 à Francfort - mort le 3 mai 1923 à Bamberg) est un astronome allemand.

## Biographie
Il découvre une nouvelle étoile dans la nébuleuse d'Andromède M31 le 20 août 1885. Cet objet est ensuite désigné comme la supernova « S Andromedae ». En 2017, il s'agit de la seule supernova à avoir été observée dans la galaxie d'Andromède, et la première  découverte hors de la Voie lactée. Elle atteignit la magnitude 6 entre le 17 et le 20 août et fut trouvée indépendamment par plusieurs observateurs. Cependant, seul Ernst Hartwig eut la pleine compréhension de cette découverte. Sa brillance diminua pour atteindre la magnitude 16 en février 1890.
Il observe le transit de Vénus de 1882 en Argentine. Au cours de la campagne d'observation de 1883 de la comète 6P/d'Arrest, travaillant à l'observatoire astronomique de Strasbourg, il trouve cinq objets, référencés depuis dans le catalogue NGC. En 1874, il devient assistant à l'observatoire astronomique de Strasbourg, astronome en 1884 à l'observatoire Dorpat en Estonie et directeur de l'observatoire de Bamberg, en 1887.
L'Académie française des sciences lui décerne le prix Valz en 1902 pour ses observations à l'héliomètre et son travail sur les étoiles variables,. Des cratères sur la Lune et sur Mars ont été nommés en son honneur.